# Cagots
Cagots és el nom que va rebre un conjunt de pobladors de zones d'Euskalherria (àrees apartades a les valls de Baztan i Roncal a Navarra, Iparralde pirinenc), d'Occitània (Bearn, Gascunya), de l'Aragó i de Bretanya. Van ser artesans que treballaven la pedra i la fusta, i més endavant també el ferro. Durant segles van ser discriminats socioeconòmicament. Es coneix la seva existència a partir de l'edat mitjana, i molts han suposat que l'etimologia de la paraula cagot deriva de gòtic o got (a Iparralde eren anomenats cagots, potser de l'occità can got, 'ca (gos) got'). Menys probable és que l'etimologia es remunti als bagaudes. La forma catalana és adaptació directa de l'occitana.

## Origen

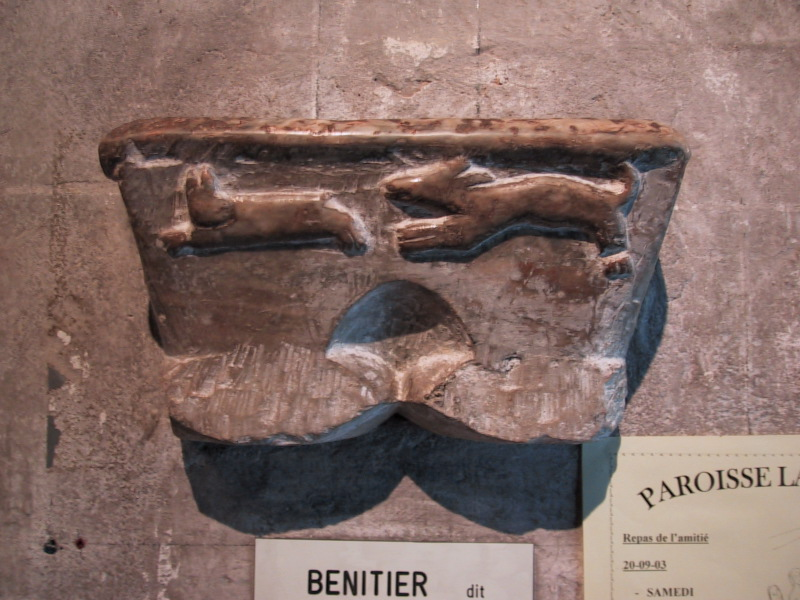
Pica baptismal dels cagots a Auloron (Bearn)

Els cagots han sofert durant segles una discriminació d'origen mal conegut. Atenint-nos a l'origen del nom, alguns autors especulen amb la possibilitat que els cagots fossin d'origen got, potser desertors d'algun exèrcit refugiats a les valls basconavarreses, on serien mal rebuts per la població autòctona, la qual cosa donaria origen al prejudici i a la discriminació alimentada per la llegenda. Una altra teoria afirma que originàriament van ser delinqüents procedents de França que, per escapar de la justícia, es van ocultar a llatzarets abans de decidir travessar la frontera, d'on vindria la idea que són transmissors de lepra, una de les acusacions més habituals.
Una altra teoria situa els seus orígens en els d'un col·lectiu de la construcció. L'any 950 a Occitània es va originar un conflicte entre els dos col·lectius de la construcció: els de la pedra i els de la fusta. Arran de l'assassinat del mestre del col·lectiu de la pedra va començar una guerra a mort entre els dos col·lectius. Després de finalitzar la guerra tots dos col·lectius seleccionaven personal per treballar en el seu col·lectiu, i n'excloïen els treballadors disponibles provinents del col·lectiu contrari. Per això es va formar un tercer col·lectiu d'artesans constructors anomenat el pèndol de Salomó o els fills de Salomó, relacionat amb el catarisme. Els càtars, influenciats pels sermons del Pope Bogomil de Bulgària, no admeten la divinitat de Jesucrist, ni la virginitat de la Mare de Déu i rebutgen els sagraments de les autoritats eclesiàstiques per l'afany del poder i la cobdícia, motiu pel qual l'Església va començar la persecució dels càtars.

## Marginació
Acusats durant segles de mantenir pràctiques religioses ostensiblement paganes, van ser segregats i tractats com a «raça inferior» i «herètica» i els van impedir contreure matrimoni amb gent d'altres poblacions (la qual cosa els va forçar a una certa endogàmia, fet que va reforçar el rebuig envers ells). Els cagots van sofrir discriminacions que els obligaven a viure fora dels nuclis de població, a vestir una vestidura per ser identificats, sovint havien de portar a la roba un signe vermell similar a la petjada d'un gat o de pota d'oca, signe semblant al que estaven forçats els anomenats «gafes», ja que els cagots eren també discriminats amb el prejudici que els creia «portadors de malalties». Se'ls acusava particularment d'encomanar la lepra i en molts llocs estaven obligats a fer sonar una campaneta al seu pas perquè els no cagots poguessin apartar-se a temps.

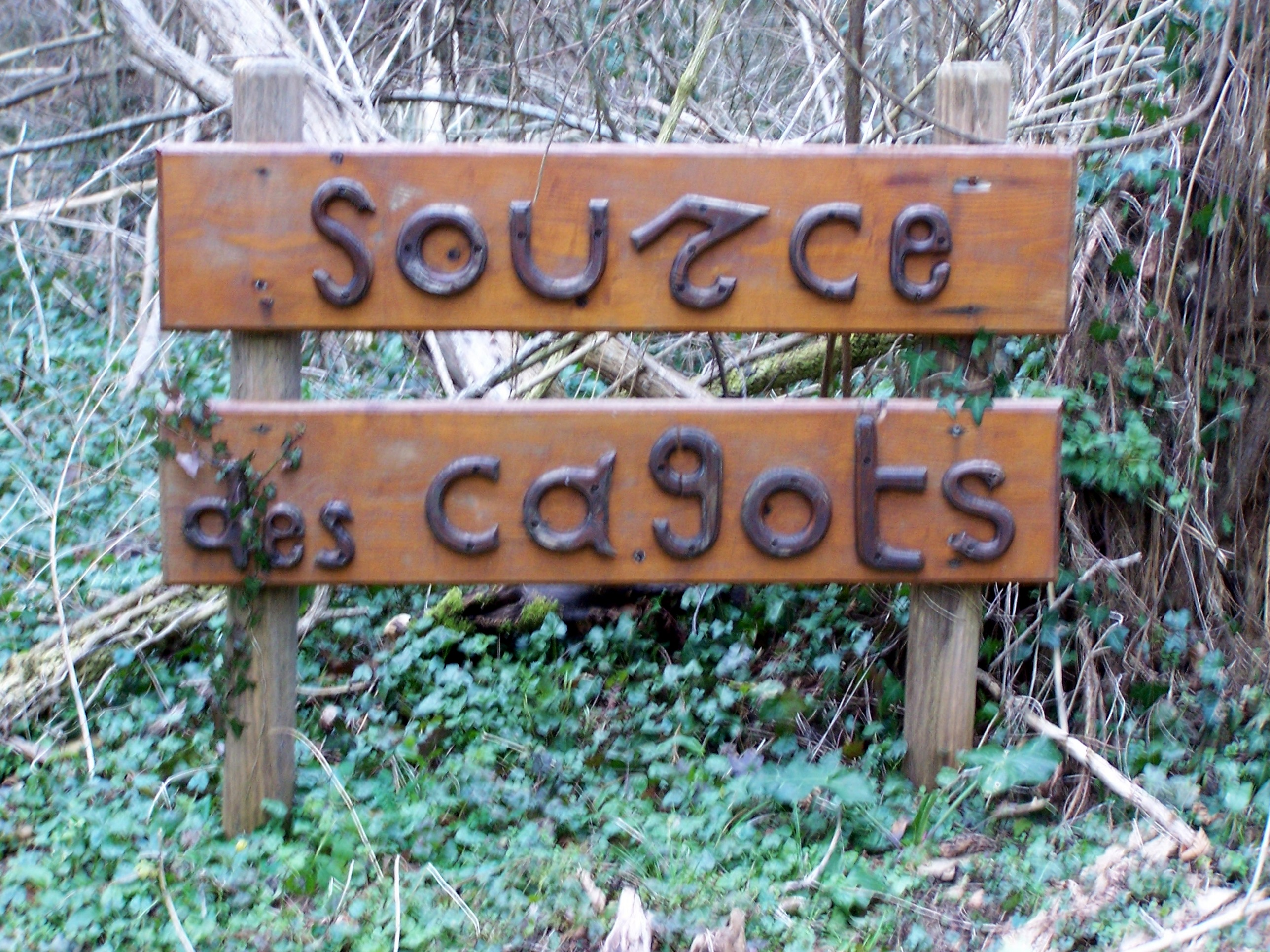
Font per als cagots diferenciada de la dels altres, a Sent Lugèir de Balion (Gironda)

Els cagots no es podien barrejar en cap cas amb els no cagots: A les esglésies navarreses solien quedar relegats a un buit sota el cor, el campanar o l'escala per oir missa, i tot sovint tenien una entrada específica, a un costat de la principal, més baixa i més estreta. També tenien una pica baptismal diferenciada. Una barrera, generalment una ratlla al sòl (a Arizkun era un reixat) els impedia accedir a la part davantera del temple, prop de l'altar. Fins i tot les seves ofrenes eren recollides i posades a part de les de la resta dels fidels.
La llegenda els atribuïa trets físics distintius, com no tenir lòbul a l'orella, idea que va prendre força fins i tot després que desaparegués la marginació, quan es va escampar la idea que eren d'origen ètnic diferent a la població autòctona de les valls. Així, Pío Baroja en diu en Las horas solitarias que tenen
| « | cara ancha y juanetuda, esqueleto fuerte, pómulos salientes, distancia bicigomática fuerte, grandes ojos azules o verdes claros, algo oblicuos. Cráneo branquicéfalo, tez blanca, pálida y pelo castaño o rubio; no se parece en nada al vasco clásico. Es un tipo centro-europeo o del norte. Hay viejos de Bozate que parecen retratos de Durero, de aire germánico. También hay otros de cara más alargada y morena que recuerdan al gitano. | » |

## Fi de la marginació
En 1514 van sol·licitar i van obtenir del Papa Lleó X una butlla que els rellevés de les restriccions infamants que hom els havia anat imposant en les pràctiques del culte. Tanmateix, gairebé no va tenir efectes pràctics i va caldre esperar a 1819 la promulgació de lleis que erradiquessin la marginació. Aquest any les Corts de Navarra aboliren les lleis discriminatòries medievals i després es va intentar la deportació dels cagots de les seves valls cap a una població propera a Madrid que s'anomenaria Nuevo Baztán, fundada cap a 1715 per Juan de Goyeneche, si bé la majoria dels cagots va romandre a les seves terres ancestrals o hi va tornar.
Tant la discriminació com la consciència de l'existència dels cagots es van diluir al llarg del temps. El darrer lloc on es va mantenir cert grau de prejudici fins ben entrat el segle xx, segons els testimoniatges dels pobladors, va ser a la localitat navarresa d'Arizkun, on hi ha un barri anomenat Bozate (a què es refereix la citació de Baroja) que originàriament era el gueto reservat als cagots. Tal era el menyspreu i submissió que havien de suportar davant les lleis medievals de l'època que els van aïllar del tot de la societat. A Arizkun, més concretament al barri de Bozate, la dita popular era: Al agote, garrotazo en el cogote ('al cagot, garrotada al clatell').